# Bauhinia curvula
Bauhinia curvula är en ärtväxtart som beskrevs av George Bentham. Bauhinia curvula ingår i släktet Bauhinia och familjen ärtväxter. Inga underarter finns listade i Catalogue of Life.

## Bildgalleri

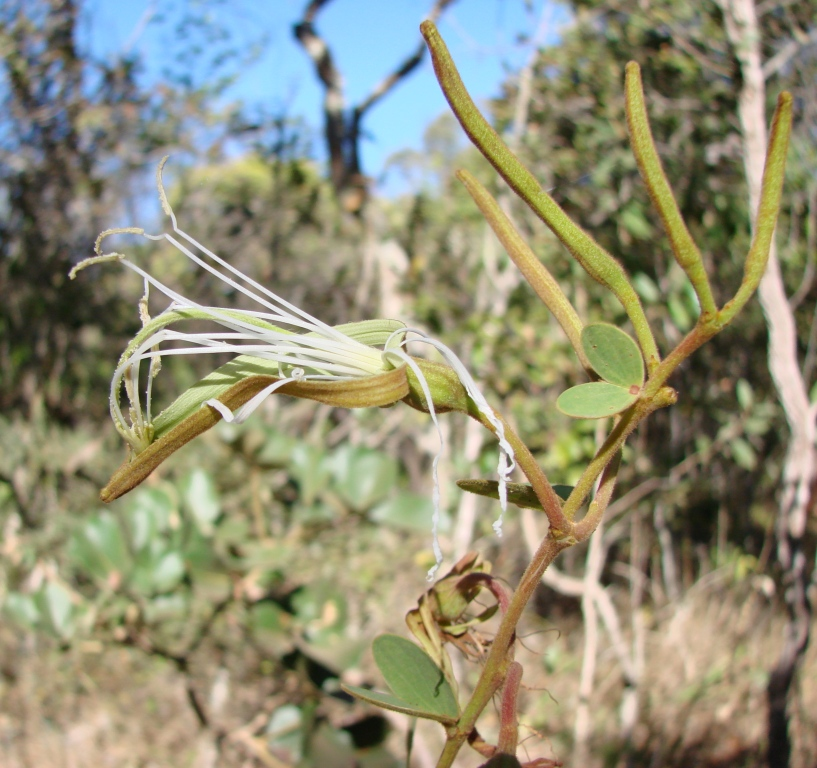
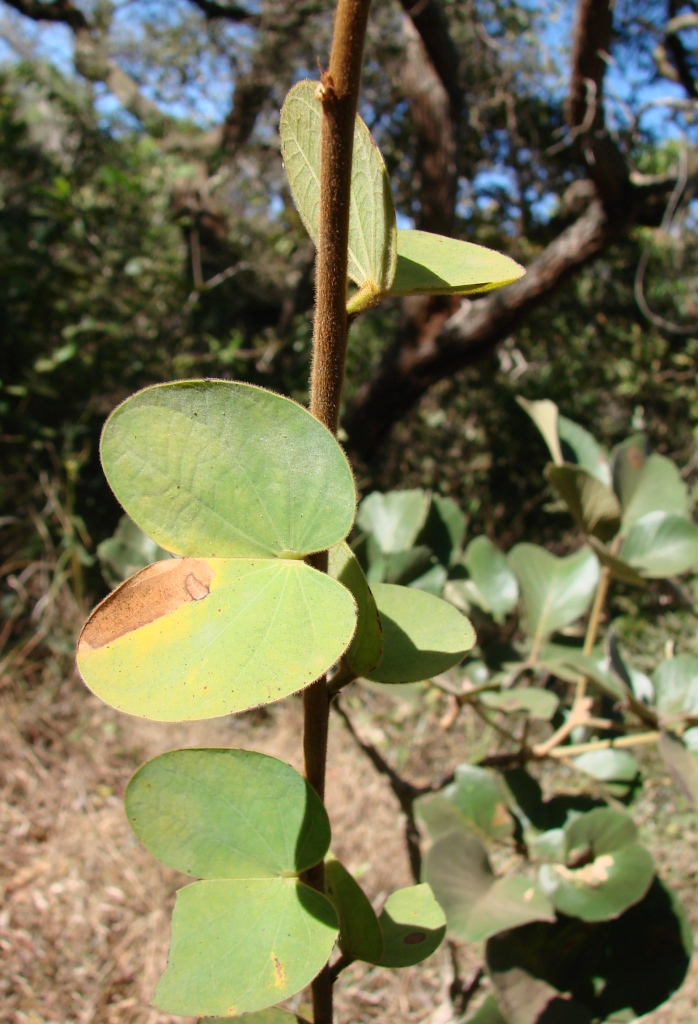